# جماتریا
جماتریا (به انگلیسی: Gematria) (به عبری: גימטריה) یا جیماتریا (به انگلیسی: Gimatria) سنتی یهودی برای اختصاص ارزش عددی به کلمات یا عبارات می باشد، با این اعتقاد که کلمات یا عبارات با ارزش عددی مساوی رابطه ای با یکدیگر دارند. همچنین در مواردی رابطه ای با عدد خودشان دارند که ممکن است به سن شخص، سال، یا علایق مربوط باشد. یهودیان با این روش کلمات را با معیار و بینش مذهبی تفسیر نموده و به زعم خود آینده را با همین فرضیه پیش بینی کرده اند. این روش غالباً در احادیث و روایات توراتی (تلمود)، به کار برده شده. جماتریا قابل مقایسه با حساب جُمَل در حروف عربی و ایزوپسفی در عددشناسی یونانی است. با اینکه این لغت عبری می باشد، اما احتمالاً از کلمه ی یونانی γεωμετρια (گئومتریا) یا همان geometry در انگلیسی به معنای هندسه مشتق شده است. همچنین برخی دانش پژوهان معتقدند این کلمه به احتمال بیشتر از کلمه ی یونانی گراماتیا گرفته شده است. در هر صورت ممکن است هر دو کلمه بر تشکیل کلمه ی عبری تاثیری گذاشته باشند (همچنین برخی اعتقاد دارند از گاما، سومین حرف از الفبای یونانی گرفته شده باشد: گاما+تریا). این کلمه از قرن هفدهم از ترجمه‌های جیووانی پیکو دلا مراندولا به انگلیسی وارد شده است. هر چند احتمال دارد این کلمه از یونانی مشتق شده باشد، اما به صورت گسترده‌ای در متون یهودی، به ویژه در کابالا، از آن استفاده شده است.

## جدول ارزش ها
ارزش های میسپار گادول به شرح زیر می باشند:
| عدد | عبری | نشان |
| --- | ---- | ---- |
| 1   | آلف  | א    |
| 2   | بت   | ב    |
| 3   | گیمل | ג    |
| 4   | دالت | ד    |
| 5   | ه    | ה    |
| 6   | واو  | ו    |
| 7   | زیین | ז    |
| 8   | حت   | ח    |
| 9   | طت   | ט    |

| عدد | عبری | نشان |
| --- | ---- | ---- |
| 10  | یود  | י    |
| 20  | کاف  | כ    |
| 30  | لامد | ל    |
| 40  | مم   | מ    |
| 50  | نون  | נ    |
| 60  | سامخ | ס    |
| 70  | عیین | ע    |
| 80  | په   | פ    |
| 90  | صادی | צ    |

| عدد | عبری      | نشان |
| --- | --------- | ---- |
| 100 | قوف       | ק    |
| 200 | رش        | ר    |
| 300 | شین       | ש    |
| 400 | تاو       | ת    |
| 500 | کاف(آخر)  | ך    |
| 600 | مم(آخر)   | ם    |
| 700 | نون(آخر)  | ן    |
| 800 | په(آخر)   | ף    |
| 900 | صادی(آخر) | ץ    |

و یا به این صورت:
| ارزش عددی حروف عبری |      |
| حرف                 | ارزش |
| א                   | ۱    |
| ב                   | ۲    |
| ג                   | ۳    |
| ד                   | ۴    |
| ה                   | ۵    |
| ו                   | ۶    |
| زین (حرف عبری)      | ۷    |
| ح                   | ۸    |
| ط                   | ۹    |
| ی                   | ۱۰   |
| کاف (حرف عبری)      | ۲۰   |
| ל                   | ۳۰   |
| م                   | ۴۰   |
| ن                   | ۵۰   |
| سمخ (حرف عبری)      | ۶۰   |
| ع                   | ۷۰   |
| ف                   | ۸۰   |
| زادی (حرف عبری)     | ۹۰   |
| ق                   | ۱۰۰  |
| رش (حرف عبری)       | ۲۰۰  |
| ش                   | ۳۰۰  |
| ت                   | ۴۰۰  |

## روش‌های دیگر
روش‌های مختلفی برای محاسبه مقدار عددی کلمات فردی به عبری/آرامی، عبارات یا جملات کامل وجود دارد. گمتریا بیست و نهمین مورد از ۳۲ قواعد هرمنوتیکی است که توسط خاخام‌های تلمود برای تفسیر صحیح اگادیک تورات تأیید شده‌اند. روش‌های پیچیده‌تر معمولاً برای مهم‌ترین آیات کتاب مقدس، نمازها، نام‌های خدا و غیره استفاده می‌شوند. این روش‌ها شامل موارد زیر می‌شوند:
- مِسپر هِخرَخی (مقدار مطلق) روش استاندارد است.[۷] این روش ارزش‌های ۱-۹، ۱۰-۹۰، ۱۰۰-۴۰۰ را به ۲۲ حرف عبری به ترتیب اختصاص می‌دهد.[۸] گاهی آن را نیز مِسپر ها‌پانیم (عدد مستقیم) می‌نامند، در مقابل مِسپر ها‌اَخور پیچیده‌تر (عدد معکوس).
- مِسپر گَدول (ارزش بزرگ) شکل‌های نهایی (صوفیت) حروف الفبای عبری را به‌عنوان ادامه توالی عددی الفبا در نظر می‌گیرد و به حروف نهایی ارزش‌های ۵۰۰ تا ۹۰۰ را اختصاص می‌دهد.[۹][۱۰] نام مِسپر گَدول گاهی برای نامگذاری یک روش دیگر، اوتیوت بِمیلوئی، استفاده می‌شود.
- نام مشابه، مِسپر گَدول، نیز برای روش دیگری استفاده می‌شود که نام هر حرف را می‌نویسد و ارزش‌های استاندارد را به رشتهٔ حاصله اضافه می‌کند.[۱۱] به عنوان مثال، حرف الف به عنوان الف لامد پِه نوشته می‌شود که به آن ارزشی می‌دهد.
- مِسپر کاتان (ارزش کوچک) ارزش هر حرف را محاسبه می‌کند اما تمام اعداد صفر را کنار می‌گذارد. گاهی هم آن را مِسپر مِعُگَل می‌نامند.
- مِسپر سیدوری (ارزش ترتیبی) هر یک از ۲۲ حرف از ۱ تا ۲۲.
- مِسپر پَراتی ارزش هر حرف را به عنوان مربع ارزش استاندارد گمتریای آن محاسبه می‌کند. بنابراین، مقدار الف برابر ۱ × ۱ = ۱، مقدار بءت برابر ۲ × ۲ = ۴، مقدار جیمِل برابر ۳ × ۳ = ۹ و غیره. این نیز به عنوان مِسپر ها‌مِروبه‌ها‌پَراتی شناخته می‌شود.
- مِسپر کدمی (ارزش قبلی) هر حرف را به‌عنوان مجموع ارزش‌های استاندارد حروف گمتریای قبل از آن استفاده می‌کند. بنابراین، مقدار الف برابر ۱، مقدار بِت برابر ۱+۲=۳، مقدار جیمِل برابر ۱+۲+۳=۶ و غیره است. این هم به‌عنوان مِسپر مشولاش (عدد مثلثی یا سه‌برابر) شناخته می‌شود.